# 匡衡

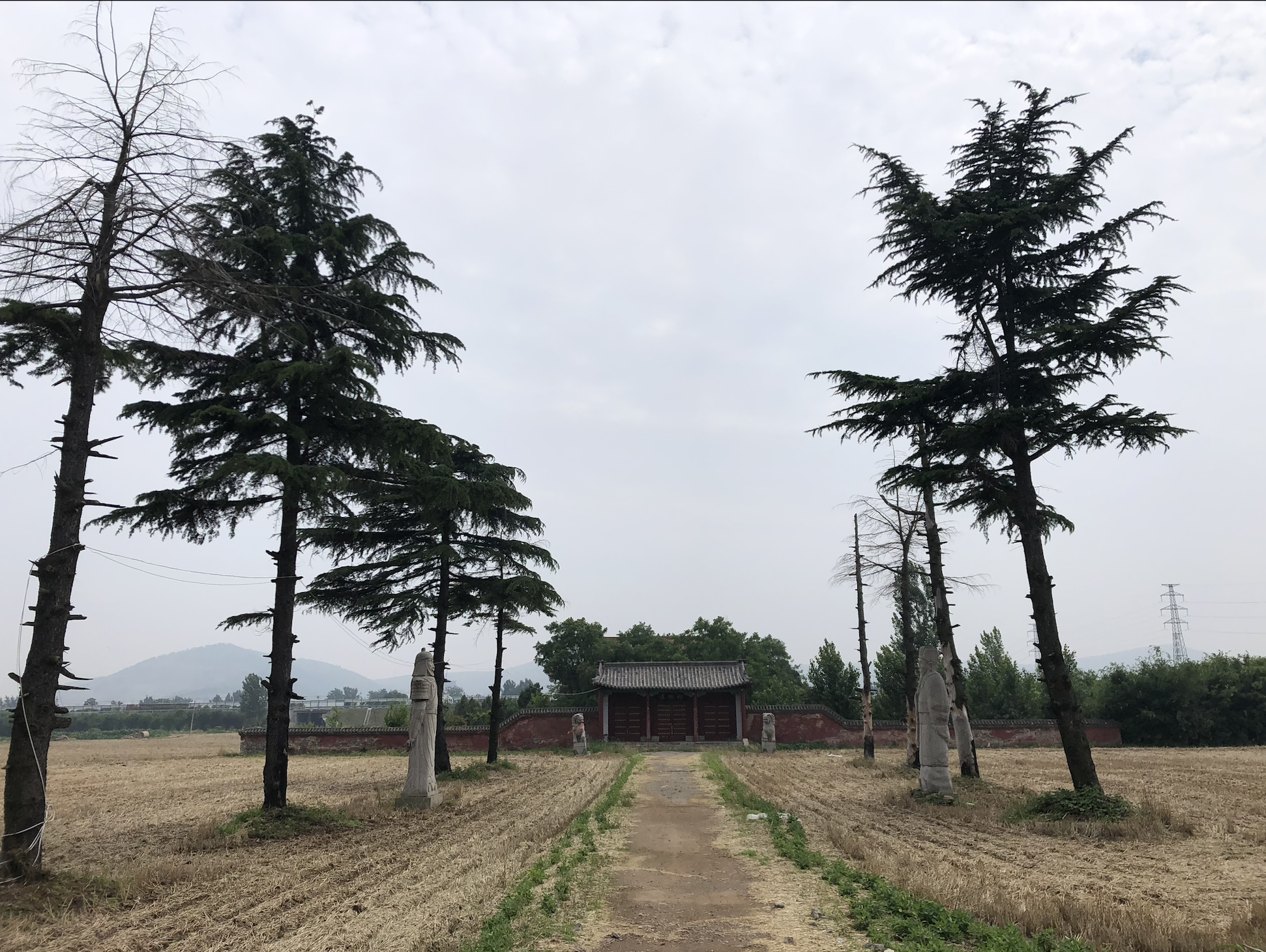
棗莊市嶧城區的匡衡墓

匡衡（？—？），字稚圭，東海郡承县（今天的山东省兰陵县西南、枣庄一带）人。西汉经学家，元帝时位至丞相。

## 生平
匡衡家世代为农夫，年幼时因家境貧困，匡衡学习刻苦，對《詩經》有很高的成就，当时有“无说诗，匡鼎来；匡语诗，解人颐”的说法。
後來匡衡通過甲科考試，曾任平原文學掾。时有不少学者上书推荐匡衡，认为应该将他调至京都任职。少府梁丘贺亲自召见匡衡试其学问，“衡对诗诸大义，其对深美”。然而汉宣帝不喜欢启用儒家，仍然让匡衡在地方任职。
元帝即位，大司马车骑将军史高擔任尚书，向元帝推荐匡衡，遂担任郎中，又迁博士、给事中。初元二年(前47年)，有日食、地震之变，匡衡上谏“上政治得失疏”的奏折，说：“臣闻五帝不同礼，三王各异教，民俗殊务，所遇之时异也。”
建昭三年（前36年），“代韦玄成为丞相，封乐安侯，食邑六百户。” 元帝時，因為與當時宦官石顯的不和，成帝即位后，匡衡與御史大夫甄谭上疏弹劾石顯。司隶校尉王尊卻上章弹劾匡衡和甄谭，直言丞相、御史以前對石显一味地曲意迎合，實為一党，应一起治罪。成帝荒淫无度，匡衡又上《戒妃匹劝经学威仪之则》的奏疏：“愿陛下详览得失盛衰之效，以定大基，采有德，戒声色，近严敬，远技能”。匡衡之子匡昌为越骑校尉，酒醉杀人，入狱。對此天子未對匡衡追究事責。
汉成帝建始四年（前29年），匡衡因“专地盗土”遭弹劾，被贬为庶人回乡。最終匡衡於家乡去世。匡咸是他的兒子。

## 家庭
- 父亲：匡纲
- 母亲：□氏
- 妻子：□氏
- 长子：匡昌（获罪被杀），儿媳：□氏
- 次子：匡咸，儿媳：□氏

## 軼事
- 匡衡年幼时因家境貧困，沒有燈燭，於是匡衡在牆壁上鑿孔，引鄰居光源讀書[4]，是为“凿壁借光”（一作“凿壁偷光”）成语典故的来源。

## 延伸阅读
[在维基数据编辑]
 《史記/卷096》，出自司馬遷《史記》
 《漢書·卷081》，出自班固《漢書》
 在维基共享资源阅览影像